# Till Martin
Till Martin (* 1968 in München) ist ein deutscher Jazzmusiker (Tenor- und Sopransaxophon, Bassklarinette, Komposition).

## Leben und Wirken
Martin erhielt als Kind klassischen Klavierunterricht; mit 14 Jahren wechselte er zum Saxophon. Von 1990 bis 1995 absolvierte er ein Musikstudium am Konservatorium Hilversum bei Ferdinand Povel. Er gehörte zum Bundesjazzorchester unter Leitung von Peter Herbolzheimer, mit dem er 1993 durch die baltischen Staaten und Russland tourte. Privat nahm er Unterricht bei Jim Pepper und Joe Lovano.
Martin arbeitete mit Musikern wie Clark Terry, Benny Bailey, Conte Candoli, Harold Land, Pete York, Ed Schuller, Dusko Goykovich, Herb Geller, Valery Ponomarev,  Al Porcino, dem Modern String Quartet, Adrian Mears, Peter O’Mara, Jesse van Ruller, Roberto Di Gioia, Jerker Kluge und Kenny Wheeler. Seit 2005 ist er Mitglied des Ensemble Sarband, mit dem er weltweit überwiegend auf Klassik-Festivals konzertierte.
Mit eigenen Gruppen legte Martin seit 1997 zehn CDs vor, für die er auch als Komponist verantwortlich zeichnet. Als Solist ist er auf Alben von Harald Rüschenbaum, Geoff Goodman, Andrea Hermenau, Henning Sieverts, Philipp Stauber und vom Ensemble Sarband zu hören.
Martin komponierte auch Musik für das Hörbuch und den Dokumentar- und Kurzfilm sowie Lyrikvertonungen, etwa mit Said. 2002 gründete er das Label Petit paquet records, für das er auch produziert.

## Preise und Auszeichnungen
Martins CD Musik für Wohnzimmer wurde 2000 mit dem Preis der deutschen Schallplattenkritik ausgezeichnet. 2007 war er für den Neuen Deutschen Jazzpreis nominiert und belegte im Finale den zweiten Platz. Mit dem Christian Elsässer Orchestra erhielt er 2016 den Bayerischen Kunstförderpreis.

## Diskographische Hinweise
- Till Martin Quintet: On the Trail (Nabel Records, 1997, mit Adrian Mears, Stefan Schmid, Thomas Stabenow, Guido May)
- Till Martin Quartet: Musik für Wohnzimmer (Bassic Sound, 2000, mit Tizian Jost, Thomas Stabenow, Bastian Jütte)
- Till Martin Quartet & Anna Lauvergnac: You Must Believe in Spring (petit paquet records, 2002, mit Tizian Jost, Thomas Stabenow, Bastian Jütte)
- Till Martin Quartet: Regarding a Line (Unit Records, 2013,  mit Christian Elsässer, Henning Sieverts, Bastian Jütte)[4]
- Till Martin Quintet: The Gardener (Unit Records, 2015, mit Andreas Höricht, Christian Elsässer, Henning Sieverts, Bastian Jütte)
- Till Martin Trio: Knit for Elly (Unit Records, 2017, mit Christian Elsässer, Henning Sieverts)
- Till Martin: Three Piece Puzzle (petit paquet records, 2024, mit Christian Elsässer, Simon Popp)